# Nacqueville
Pour un article plus général, voir Urville-Nacqueville.
Nacqueville est une ancienne commune française du département de la Manche. Elle fusionne en 1964 avec Urville-Hague pour former la nouvelle commune d'Urville-Nacqueville.

## Toponyme
Le nom de la localité est attesté sous la forme Nacqueville (Nakevilla, Nachevilla 1148) du nom de personne norrois Hnakki rapporté par Jean Adigard des Gautries.
Homonymie probable avec Necqueville, hameau à Hautot-Saint-Sulpice, pays de Caux. Le surnom scandinave Hnakki signifie probablement « celui qui a un long ou large cou ».

## Histoire

### Protohistoire
La mise au jour de vases en céramique de La Tène finale, notamment des amphores à vin, confirme une implantation gauloise, sur le territoire de Nacqueville, ayant déjà des échanges avec le monde méditerranéen.

### Moyen Âge
Au XIIe siècle, la paroisse relevait de l'honneur de Néhou.
Un Richard de Nakkeis est attesté en 1322.

### Temps modernes
En 1567, Jean de Grimouville, écuyer, est taxé de quarante livres dans le rôle du ban et d'arrière-ban de la vicomté de Coutances, effectué par Gilles Dancel lieutenant général du bailli de Cotentin les 20 et 22 octobre 1567, pour ses fiefs de Tournebu et des Marestz à Nacqueville, et de dix livres pour son fief du Fournel également à Nacqueville. Le fief des Marests était un demi-fief de haubert, tenu du fief de Brévands, et avait des extensions à Querqueville, Urville, Sainte-Croix. Le fief du Fournel, tenu du roi sous la vicomté de Valognes, valait un huitième de fief de haubert.

## Liste des maires
| Période                                                                          | Période | Identité                              | Étiquette | Qualité |
| -------------------------------------------------------------------------------- | ------- | ------------------------------------- | --------- | --- |
| Les données manquantes sont à compléter.                                         |         |                                       |           | |
| 1799                                                                             | …       | Jean Lesdos                           |           | |
|                                                                                  |         |                                       |           | |
| 1861                                                                             | 1873    | Comte Hippolyte Clérel de Tocqueville |           | Châtelain de Nacqueville Député de la Manche Sénateur inamovible (1875-1877) Conseiller général du canton de Beaumont-Hague (1848-1877) Chevalier de la Légion d'honneur |
|                                                                                  |         |                                       |           | |
| 1878                                                                             | 1886    | Jean Leroy                            |           | |
|                                                                                  |         |                                       |           | |
| 1959                                                                             | 1964    | Jean Moutin                           |           | |
| Une partie des données est issue de liste établie par Jean Pouëssel et la mairie |         |                                       |           | |

## Démographie
| 1793 | 1800 | 1806 | 1821 | 1831 | 1836 | 1841 | 1846 | 1851 |
| ---- | ---- | ---- | ---- | ---- | ---- | ---- | ---- | ---- |
| 629  | 549  | 677  | 627  | 638  | 633  | 552  | 501  | 511  |

| 1856 | 1861 | 1866 | 1872 | 1876 | 1881 | 1886 | 1891 | 1896 |
| ---- | ---- | ---- | ---- | ---- | ---- | ---- | ---- | ---- |
| 511  | 502  | 503  | 442  | 506  | 445  | 446  | 469  | 453  |

| 1901 | 1906 | 1911 | 1921 | 1926 | 1931 | 1936 | 1946 | 1954 |
| ---- | ---- | ---- | ---- | ---- | ---- | ---- | ---- | ---- |
| 424  | 485  | 446  | 434  | 433  | 445  | 443  | 334  | 473  |

| 1962 | - | - | - | - | - | - | - | - |
| ---- | - | - | - | - | - | - | - | - |
| 470  | - | - | - | - | - | - | - | - |

## Culture locale et patrimoine

### Lieux et monuments

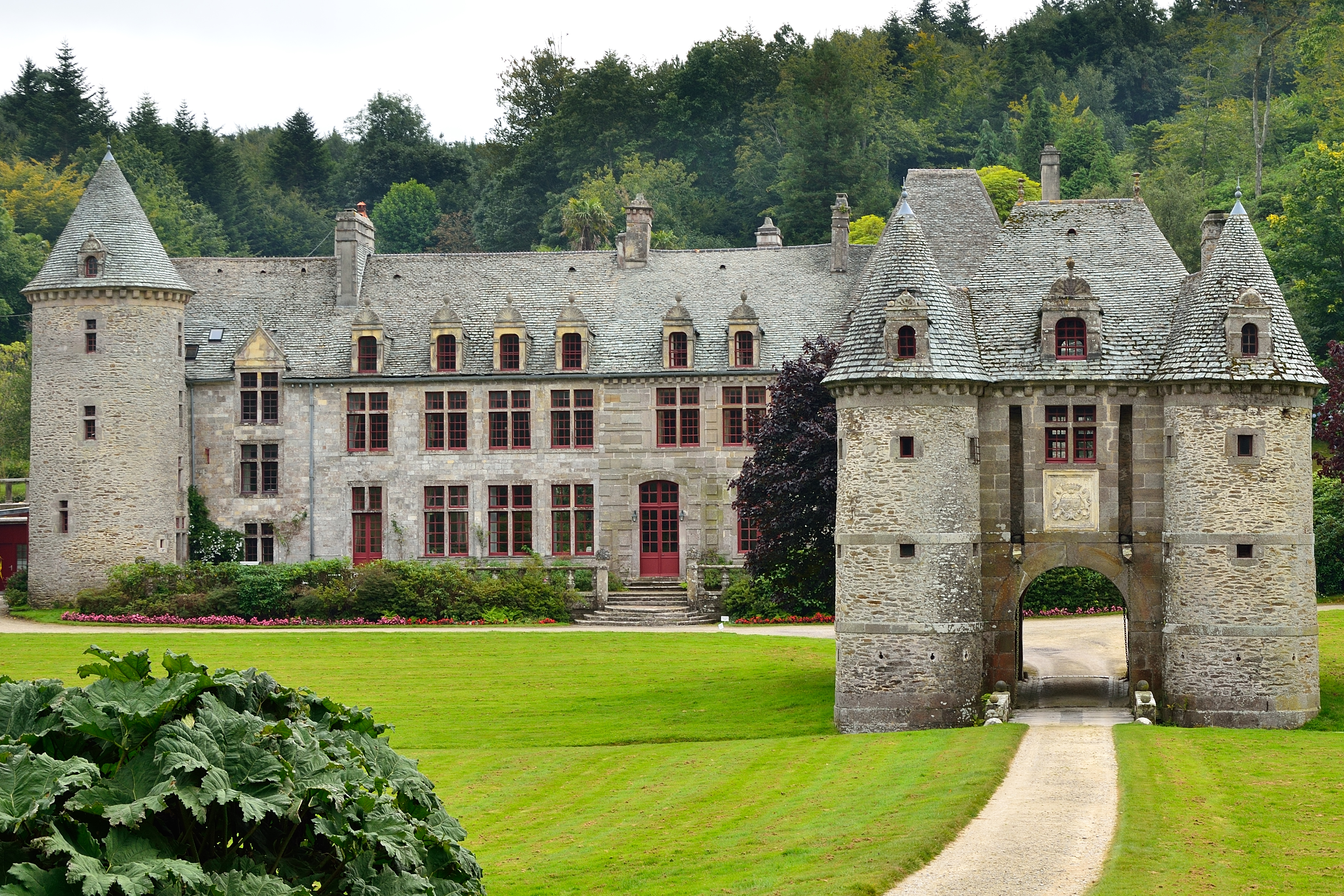
Le château de Nacqueville.

- Château de Nacqueville des XVIe – XIXe siècles et son parc, inscrit au titre des monuments historiques par arrêté du 20 novembre 1992[9], avec cheminées du XVIe, poterne à pont-levis, parc à l'anglaise (1830).
- Chapelle désaffectée Saint-Laurent construite en 1965 à l'emplacement de l'ancienne église Saint-Laurent de Nacqueville dynamitée en 1944 par les allemands[10].
- Oratoire Sainte-Barbe du XVIe siècle, au village d'Eudol.
- Église Notre-Dame édifiée de 1958 à 1961 par François Champart. Elle remplace les églises des deux communes détruites en 1944. Elle abrite une verrière de Henri Martin-Granel, sculpture de la Vierge en bois (1962) de Ferdinand Parpan.
- La Blanche Maison, jardin d'un hectare.
- Le « Village normand » construit à partir de 1909 par le promoteur Alexandre Fontanes selon les plans de l'architecte René Levavasseur et qui fut quasiment totalement détruit lors de la Seconde Guerre mondiale[5].

### Personnalités liées à la commune
- Hippolyte Clérel de Tocqueville (1798-1877), frère d'Alexis, et qui entre en possession du château de Nacqueville à la suite de son mariage[5].
- Alexandre Frigot dit Fontanes (Cherbourg, 1861 - Neuilly-sur-Seine, 1935), constructeur du « Village normand ».